# BenQ Mobile
Die BenQ Mobile GmbH & Co. OHG war eine Tochter des taiwanischen Elektronikherstellers BenQ. Sie entstand durch die Übernahme der Handysparte Siemens Mobile der Siemens AG und die Zusammenlegung mit der eigenen Telekommunikationssparte. Damit stieg BenQ schlagartig zu einem der fünf größten Markenhersteller für Mobiltelefone in der Welt auf.

## Geschichte
Der Unternehmensbereich wurde seit 1. Oktober 2005 unter dem Namen BenQ Mobile mit Firmensitz in München geführt und ging aus Siemens Mobile hervor. Dieser beschäftigte etwa 6000 Mitarbeiter weltweit und war damit zeitweise der größte Tätigkeitsbereich von BenQ. Die Gesellschaft konnte durch ein Lizenzabkommen in den nächsten Jahren Geräte unter dem Doppelnamen BenQ-Siemens herstellen, bevor alle Produkte spätestens 2010 nur noch die eigene Marke BenQ tragen sollten.
Nach der Einstellung der Zahlungen des Mutterkonzerns am 29. September 2006 stellte BenQ Mobile Deutschland Insolvenzantrag. Ein Sprecher des Insolvenzverwalters Martin Prager bestätigte, dass am 2. Januar 2007 das offizielle Insolvenzverfahren durch das Amtsgericht München eröffnet wurde. Die Produktion und der Betrieb wurden am 31. Dezember 2006 stillgelegt. Am 24. Februar 2007 meldete die Süddeutsche Zeitung, dass der letzte potentielle Investor abgesprungen sei und das Unternehmen nun zerschlagen wird.
In Asien werden weiterhin BenQ-Mobiltelefone verkauft.
Vom 11. bis 15. Juni 2007 wurden die Produktionsanlagen und Einrichtungen des Werks in Kamp-Lintfort versteigert. Das Gelände des Werks wurde im Oktober 2008 von Walter Hellmich erworben und war als Standort der späteren Hochschule Rhein-Waal im Gespräch.

## Produkte
E71 und EL71 waren reine Siemens-Entwicklungen. Das E71 wäre wahrscheinlich als S85 und das EL71 als SL85 auf den Markt gekommen, doch die Nomenklatur von BenQ verhinderte dies. Das EL71 war die Slider-Version des E71, welches ein klassisches Barphone war. Das E71 hatte ein Radio integriert, das EL71 stattdessen eine LED-Fotoleuchte, die auch als Taschenlampe genutzt werden konnte. Das EL71 ist optisch mit dem EF81 verwandt, das E71 hat ein eigenes Design, das sehr an das S35i und ME45 erinnerte. Das EL71 hatte eine Aluminium-Schale, das E71 eine besondere Lackierung, auf der Fingerabdrücke sehr schlecht erkennbar sein sollten.
Das EF81 war ein UMTS-Mobiltelefon. Ein flaches Klapp-Handy (Tiefe 15,9 mm) mit Funktionen wie Videotelefonie und einer 2-Megapixel-Kamera. Auch über einen MP3-Player und Videoplayer verfügte das Gerät.
Das Innendisplay hatte 240 × 320 Pixel und stellte 262.144 Farben dar. Das Gehäuse bestand außer Kunststoff auch aus Magnesium, gebürstetem Edelstahl und einem Display aus gehärtetem Mineralglas.
Das Gerät wurde im Dezember 2005 erstmals der Öffentlichkeit vorgestellt.
Das EF91 verfügte als erstes Gerät weltweit über HSDPA (High Speed Downlink Packet Access), ein weiterentwickeltes Datenübertragungsverfahren des Mobilfunkstandards UMTS. Darüber hinaus beinhaltete das Mobiltelefon eine 3,2-Megapixel-Digitalkamera mit Autofokus und weitere Multimedia-Funktionen.
Das Gerät kam im August 2006 auf den Markt.

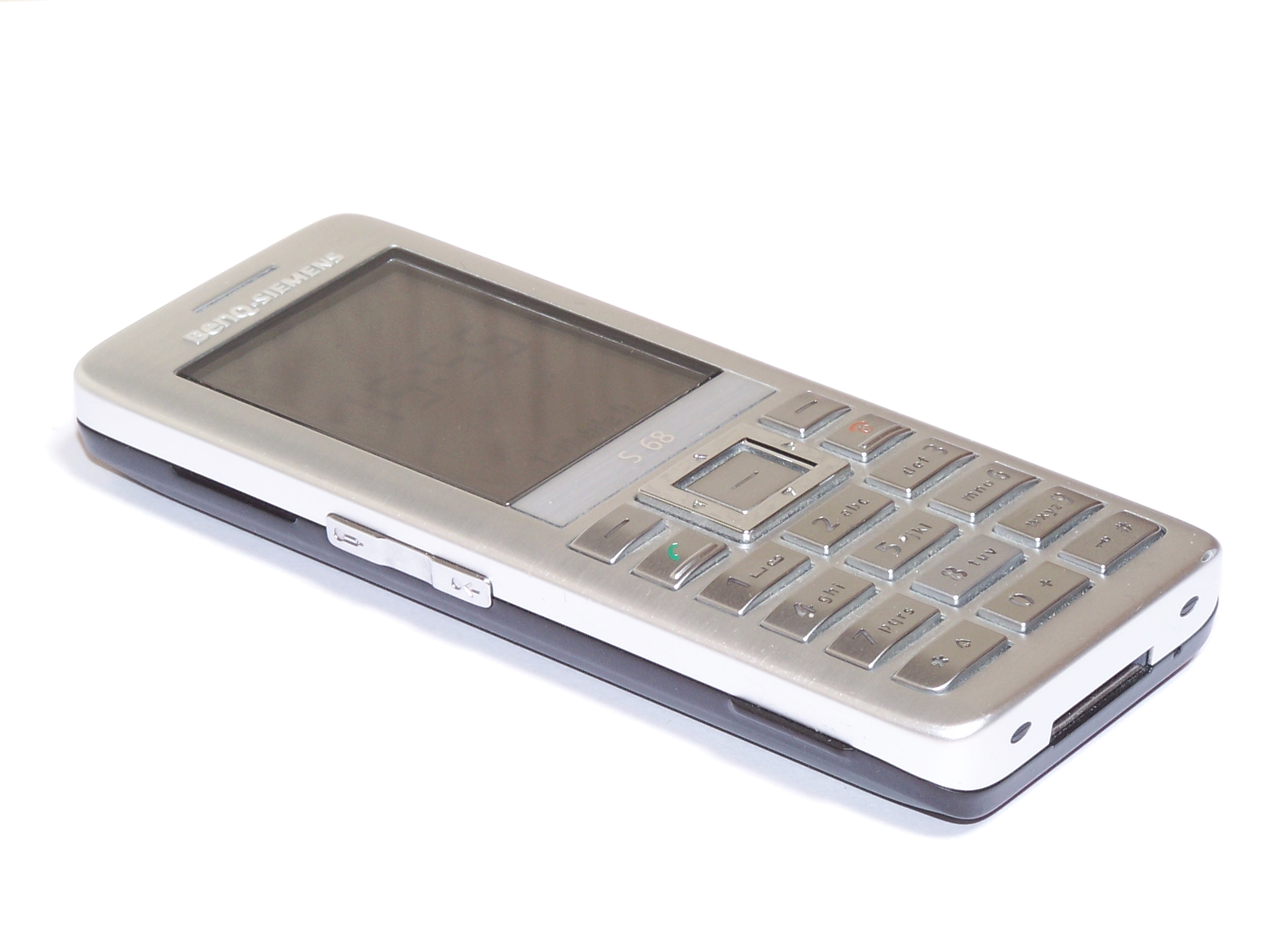
Benq-Siemens S68

Das S68 war ein 13,2 mm dünnes Handy. Es war aus gebürstetem Aluminium gefertigt und hatte ein transflektives Display mit 262144 Farben.
Das S88 war ein Multimedia-Mobiltelefon mit einem 2,0 Zoll großen Active-Matrix-OLED-Display mit 262.144 Farben und 176 × 220 Pixeln. Es verfügte über Funktionen wie: 2,0-Megapixel-Kamera mit Autofokus und 16-fach-Digitalzoom, Musikplayer (MP3, AAC+, AMR) und MicroSD-Slot, 3D-Surround-Sound und Equalizer, Microsoft-Outlook®-Synchronisation, Videowiedergabe, Videoaufnahme, Mediaplayer, GPRS, Bluetooth, digitalisierte Sprachaufnahme und programmierbare Softkeys. Das Gerät war ab April 2006 in den Farben Brilliant Black und Astral White erhältlich. Aufgrund der insgesamt geringen Qualität verkaufte sich das S88 nicht besonders gut und war trotz ähnlicher technischer Daten für gut den halben Preis eines Sony Ericsson K750i erhältlich.
Von den vorgestellten Geräten wurden das S88 und das EF91 durch die Leitung von BenQ entwickelt. Die Software wurde von vielen Siemens-Kennern als langsam und instabil beschrieben, wohl ein Grund, warum die Geräte sich nicht besonders großer Beliebtheit erfreuten.